# منتخب مالطا تحت 19 سنة لكرة القدم
منتخب مالطا تحت 19 سنة لكرة القدم (بالإنجليزية: Malta national under-19 football team)‏ هو ممثل مالطا الرسمي في المنافسات الدولية في كرة القدم في فئة كرة قدم للرجال تحت 19 سنة، يديريه اتحاد مالطا لكرة القدم.